# Państwowa Szkoła Morska w Szczecinie
Państwowa Szkoła Morska w Szczecinie – szkoła utworzona 8 listopada 1947 roku w Szczecinie przy ul. Piastów 19, istniejąca w latach 1947–1972, w 1953 przemianowana na Technikum Morskie Nawigacyjne. Szkołę przekształcono na Akademię Morską w Szczecinie a następnie Politechnikę Morską w Szczecinie
Szkoła dysponowała  trzema statkami; Dar Pomorza oraz s/y Zew Morza i s/y Janek Krasicki.
Dyrektorem obu szkół w latach 1947–1953, był kpt. ż.w. Konstanty Matyjewicz-Maciejewicz.

## Historia

### Państwowa Szkoła Morska (1947 –1951)
1 września  1947, decyzją ministra żeglugi i handlu zagranicznego, utworzono Szkołę Morską w Szczecinie, przenosząc do niej Wydział Nawigacyjny gdyńskiej Państwowej Szkoły Morskiej, dokonano podziału szkoły, pozostawiając w Gdyni Wydział Mechaniczny, a w nowopowstałej placówce w Szczecinie Wydział Nawigacyjny.
W dniu 8 listopada 1947 roku w Szczecinie rozpoczęła oficjalnie swoją działalność Państwowa Szkoła Morska (PSM). Dyrektorem placówki został kapitan żeglugi wielkiej Konstanty Maciejewicz, przeniesiony z PSM w Gdyni wraz z całym Wydziałem Nawigacyjnym, czyli kadrą nauczycielską, słuchaczami oraz pomocami naukowymi.
Program trzyletniej szkoły był oparty na systemie przedwojennym. Przyjmowani byli chłopcy po ukończeniu gimnazjum w wieku od 16 do 25 lat, cieszący się dobrym zdrowiem. Warunkiem wstępnym było ukończenie Szkoły Jungów w Gdyni, która organizowała kursy przygotowujące załogi pokładowe statków handlowych. Po egzaminach wstępnych przyjęci kandydaci musieli odbyć praktykę morską. Oprócz przedmiotów ogólnokształcących nauczano przedmiotów zawodowych takich jak: dewiacja, astronomia, nawigacja, praca na mapie, instrumenty nautyczne, wiedza okrętowa, prawo morskie, budowa i stateczność statku i inne. Po drugim roku uczeń zdawał maturę ogólnokształcącą. Ostatni rok kończył się tzw. końcowym egzaminem teoretycznym. Po nim odbywała się 3–4 miesięczna praktyka morska, która stanowiła podstawowy warunek zaliczenia egzaminu praktycznego. Od 1 września 1949, skrócono czas nauki do dwóch lat, co doprowadziło do dwutorowości nauczania, ponieważ starsze roczniki nadal realizowały program trzyletni.
Ukończenie Państwowej Szkoły Morskiej dawało absolwentom, po dwóch latach pływania w charakterze asystentów, dyplom porucznika żeglugi małej, a po następnych dwóch w charakterze porucznika – dyplom porucznika żeglugi wielkiej.

### Technikum Morskie Nawigacyjne 1951–1953
W 1951 dokonano zmiany organizacji szkolenia morskiego i w jej wyniku przekształcono ją w Technikum Morskie Nawigacyjne w Szczecinie. Nauka trwała pięć lat, a kandydatów przyjmowano po ukończeniu siedmioletniej szkoły podstawowej. Spowodowało to znaczne obniżenie poziomu nauczania, ponieważ do opanowania materiału konieczna była lepsza znajomość np. fizyki i matematyki niż po podstawówce. Dwa lata później, przeniesiono szkołę, wykładowców i słuchaczy, oraz  „Dar Pomorza”, do Gdyni. W 1954 szkole, zarządzeniem ministra żeglugi, przywrócono nazwę Szkoła Morska, a dwa lata później Państwowa Szkoła Morska. W 1958 roku Państwowa Szkoła Morska otrzymała status pomaturalnej uczelni technicznej.

### Państwowa Szkoła Morska 1962–1968
Gdy okazało się, że likwidacja szkoły morskiej w Szczecinie była błędem – decyzją Ministra Żeglugi z 11 listopada 1962 odtworzono szkołę w Szczecinie, która bezpośrednio podlegała temu ministrowi. Siedzibę szkoły ulokowano tym razem w gmachu na Wałach Chrobrego 2. Była to szkoła 2 wydziałową (nawigacyjny i mechaniczny), z 3 letnim cyklem nauczania, a jej słuchaczami mogli zostać absolwenci szkoły średniej – nie była to jednak szkoła wyższa (z uwagi na brak wymaganych kadr).

## Zmiany organizacyjne
20 sierpnia 1968, rozporządzeniem Rady Ministrów,(Dz. U. 34 poz. 230). PSM, została połączona z Państwową Szkołą Rybołówstwa Morskiego, i przekształcona w Wyższą Szkołę Morską w Szczecinie. Ostatni absolwenci PSM, szkolący się w cyklu 3 letnim, opuścili mury PSM w 1972 roku. 8 lutego 2004 roku, uczelnię przemianowano na Akademię Morską w Szczecinie. Obecnie Politechnika Morska w Szczecinie.

## Dyrektorzy
- Konstanty Matyjewicz-Maciejewicz  – (1947 – 1953 pierwsza PSM)
- Zbigniew Szymański – (1963 –1968)
- Stefan Leszek Jaworski – (1968 – 1969)